# 工藤祐巌
工藤 祐巌（くどう ゆうげん、1961年- ）は、日本の民法学者。北海道帯広市生まれ。千葉県茂原市出身。立命館大学法学部教授を経て、現在、明治大学法科大学院教授。研究分野は、債権者代位権の研究から始め、責任財産の保全、専門家責任など。法務省司法試験考査委員、財産法人交通事故紛争処理センター審査委員等を歴任。

## 略歴
- 1961年：北海道帯広市生まれ
- 1983年：千葉大学人文学部法経学科卒業[3]
- 1985年：一橋大学大学院法学研究科修士課程修了[3]、法学修士[3]
- 1988年：一橋大学大学院法学研究科博士後期課程単位取得退学[3]、指導教官好美清光[4]
- 1988年：南山大学法学部専任講師[3]
- 1992年：南山大学法学部助教授[3]
- 2000年：立命館大学法学部教授[3][5]
- 2004年：明治大学大学院法務研究科教授[3]
- 2006年：国土交通省不動産鑑定士試験委員（民法）[6]
- 2008年：法務省司法試験考査委員（民法）[7]
- 2009年：法務省司法試験考査委員（民法）[8]
- 2011年：法務省司法試験考査委員（民法）[3]、財産法人交通事故紛争処理センター本部審査委員[3]
- 2012年：法務省司法試験考査委員（民法）[3]

## 著作
- 『要論民法総則〔改訂版〕』（青林書院、2001年）
- 『民事責任の法理―円谷峻先生古稀祝賀論文集』（滝沢昌彦,松尾弘,北居功,中村肇,住田英穂,本山敦,武川幸嗣と共編著）（成文堂、2015年）